# Sussaba daisetsuzana
Sussaba daisetsuzana är en stekelart som beskrevs av Nakanishi 1979. Sussaba daisetsuzana ingår i släktet Sussaba och familjen brokparasitsteklar. Inga underarter finns listade i Catalogue of Life.